# Шюкинг, Левин
Левин Шюкинг (6 сентября 1814, Меппен — 31 августа 1883, Бад-Пирмонт) — германский писатель-романист, один из наиболее плодотворных германских писателей XIX века.
Родился в семье судьи и религиоведа Пауля Модеса Шюкинга; его мать, Катарина Сибилла Шюкинг, была поэтессой. До 1829 года жил около Клеменсвертского замка, после переезда в Мюнстер поступил в гимназию Паулинум, а в 1831 году, когда семья переехала в Оснабрюк, — в гимназию Каролинум, где и завершил получение среднего образования в 1833 году. Впоследствии изучал право в Мюнхене, Гейдельберге и Гёттингене, получив диплом юриста в 1837 году и вернувшись в Мюнстер, где хотел поступить на государственную службу, но не смог этого сделать. С 1838 года работал в издании Telegraph für Deutschland, в это же время сотрудничал и с другими изданиями и регулярно писал статьи для Morgenblatt für gebildete Leser («Утренняя газета для образованных читателей»). В 1841—1843 годах был домашним учителем в богатых семьях на Боденском озере, с августа 1843 года работал в редакции аугсбургской «Allgemeine Zeitung», которая в то время была одной из крупнейших немецкоязычных газет. 7 октября того же года женился на Луизе фон Галль, с которой до того его связывала переписка.
В 1845 году переехал из Аугсбурга в Кёльн и стал сотрудником издания «Kölnische Zeitung»; в 1846 году по заданию газеты выехал на несколько месяцев в Париж, в 1847 году — в Рим. До 1852 года был одним из редакторов газеты, в конце этого года отошёл от дел и поселился в своём имении в Зассенберге (Вестфалия). В 1855 году здесь же умерла его супруга, после чего он вернулся к активной писательской деятельности, много путешествовал, писал статьи, романы, путевые очерки, критику, в 1860-х годах посетил несколько всемирных выставок. Последние годы жизни провёл в основном в Мюнстере, умер в санатории своего сына от рака поджелудочной железы.

## Наиболее известные романы
- «Ein Schloss am Meer» (Лейпциг, 1843);
- «Die Ritterbürdigen» (Лейпциг, 1846);
- «Ein Sohn des Volks» (Лейпциг, 1849);
- «Der Bauernfürst» (Лейпциг, 1851);
- «Die Königin der Nacht» (Лейпциг, 1852);
- «Ein Staatsgeheimniss» (Лейпциг, 1854);
- «Der Held der Zukunft» (Прага, 1856; 2-е издание — 1859);
- «Aus den Tagen der grossen Kaiserin» (Вена, 1858);
- «Die Geschworenen und ihr Richter» (Ганновер, 1861);
- «Frauen und Rätsel» (Лейпциг, 1865);
- «Verschlungene Wege» (Ганновер, 1867);
- «Schloss Dornegge» (Лейпциг, 1868);
- «Die Malerin aus dem Louvre» (Ганновер, 1869);
- «Luther im Rom» (Ганновер, 1870; 2-е издание — 1872);
- «Die Heiligen und die Ritter» (Ганновер, 1872);
- «Die Herherge der Gerechtigkeit» (Лейпциг, 1879).

Романы Шюкинга оценивались современниками как написанные в реалистическом духе и проникнутые «патриотическим настроением», выражавшимся в преклонении перед прошлым его народа. Его перу принадлежат также множество повестей и книга «Annette von Droste» (Ганновер, 1862), где обрисован образ подруги автора, имевшей большое влияние на его духовное развитие. После смерти Шюкинга вышли в свет его «Lebenserrinnerungen» (Бреслау, 1886) и его переписка с Аннеттой фон Дросте-Гюльсгофф (Лейпциг, 1893).